# Zográfos (prefekturhuvudort i Grekland)
Zográfos (Zografou, Zografos) är en prefekturhuvudort i Grekland.   Den ligger i prefekturen Nomós Attikís och regionen Attika, i den sydöstra delen av landet, 7 km öster om huvudstaden Aten. Zográfos ligger 249 meter över havet och antalet invånare är 71 026.
Terrängen runt Zográfos är kuperad åt sydost, men åt nordväst är den platt. Runt Zográfos är det tätbefolkat, med 257 invånare per kvadratkilometer. Närmaste större samhälle är Aten, 6,6 km väster om Zográfos. 